# Opsibidion albifasciatum
Opsibidion albifasciatum är en skalbaggsart som beskrevs av Giesbert 1998. Opsibidion albifasciatum ingår i släktet Opsibidion och familjen långhorningar.
Artens utbredningsområde är Panama. Inga underarter finns listade i Catalogue of Life.